# Saurikh
Saurikh là một thị xã và là một nagar panchayat của quận Kannauj thuộc bang Uttar Pradesh, Ấn Độ.

## Địa lý
Saurikh có vị trí 27°02′B 79°29′Đ / 27,03°B 79,48°Đ Nó có độ cao trung bình là 151 mét (495 feet).

## Nhân khẩu
Theo điều tra dân số năm 2001 của Ấn Độ, Saurikh có dân số 10.888 người. Phái nam chiếm 53% tổng số dân và phái nữ chiếm 47%. Saurikh có tỷ lệ 57% biết đọc biết viết, thấp hơn tỷ lệ trung bình toàn quốc là 59,5%: tỷ lệ cho phái nam là 63%, và tỷ lệ cho phái nữ là 51%. Tại Saurikh, 18% dân số nhỏ hơn 6 tuổi.